# 圖爾努羅舒鄉
45°38′N 24°18′E / 45.633°N 24.300°E
圖爾努羅舒鄉（羅馬尼亞語：Comuna Turnu Roșu, Sibiu），是羅馬尼亞的鄉份，位於該國中部，由錫比烏縣負責管轄，面積78平方公里，海拔高度435米，2007年人口2,670，人口密度每平方公里34人。